# Kung Fu Heroes
Kung-Fu Heroes, conocido en Japón como Super Chinese (スーパーチャイニーズ Sūpā Chainīzu?), es un videojuego de 1986 desarrollado en Japón por la compañía Nihon Game y lanzada en América del Norte en 1988. Cuenta con una vista aérea y hasta dos jugadores pueden jugar al mismo tiempo. Es un puerto directo de la máquina recreativa anterior, Chinese Hero desarrollado por Nihon Game en el momento de la empresa estuvo involucrado en la industria de la moneda-up.
Kung-Fu Heroes es un puerto de NES de Chinese Hero, ya diferencia de otros títulos de la serie, no incorpora ningún videojuego de rol y elementos de la jugabilidad.
- Datos: Q6444450